# جیمز رینی
جیمز رینی (انگلیسی: James Rainey؛ زادهٔ ۱۹۶۴) ژنرال نیروی زمینی ایالات متحده آمریکا است، که از اکتبر ۲۰۲۲ فرماندهی آینده نیروی زمینی ایالات متحده را برعهده دارد.
رینی فعالیت نظامی را از سال ۱۹۸۷ در نیروی زمینی آمریکا آغاز کرد، از ۲۰۱۵ تا ۲۰۱۷ فرماندهی لشکر ۳ پیاده را برعهده داشت، در فاصله سال‌های ۲۰۱۷ تا ۲۰۱۸ دستیار معاون عملیات، طرح، برنامه و آموزش نیروی زمینی آمریکا بود و از ۲۰۱۸ تا ۲۰۱۹ فرماندهی مشترک انتقال امنیت افغانستان را برعهده داشت.
وی از ۲۰۱۹ تا ۲۰۲۱ به‌عنوان فرمانده کالج فرماندهی و ستاد نیروی زمینی ایالات متحده آمریکا و نیز فرمانده مرکز تسلیحات ترکیبی نیروی زمینی آمریکا فعالیت می‌کرد و در فاصله سال‌های ۲۰۲۱ تا ۲۰۲۲ معاون عملیات، طرح، برنامه و آموزش نیروی زمینی آمریکا بود. او در جنگ در افغانستان و جنگ عراق حضور داشت.